# Galaxy Racer
Galaxy Racer является киберспортивной и игровой организацией, базирующейся в Дубае. Она была основана в 2019 году Полом Роем. По состоянию на 2023 год, соревновательное киберспортивное подразделение Galaxy Racer, Nigma Galaxy, имеет состав из 13 команд, играющих в Battlegrounds Mobile India, Counter-Strike: Global Offensive, Dota 2, Fortnite, Free Fire, League of Legends, League of Legends: Wild Rift, Mobile Legends: Bang Bang и PUBG Mobile. Galaxy Racer также имеет партнёрские отношения с различными организациями, такими как La Liga и Polaris Sports.

## История
В 2019 году организация Galaxy Racer Esports совместно со своими партнёрами сформировала первую женскую киберспортивную команду на Ближнем Востоке. Команда состояла из пяти участниц: Мадха Наз, Арва Хамид, Рим Файсал, Фатима Саид и Амна Раад Аламери.
12–13 декабря 2019 года Galaxy Racer и Meydan One провели первый в Среднем Востоке межшкольный турнир по киберспорту по FIFA 20 на фестивале 2019 GIRLGAMER. С 19 по 22 февраля 2020 года Galaxy Racer организовала финалы фестиваля GIRLGAMER Esports в Дубае с соревнованиями по Counter-Strike: Global Offensive и League of Legends.
Galaxy Racer провела турнир по Fortnite в Австралии (18–21 апреля 2021) и назначила Аллана Фанга CMO в июле 2021 года. В июле Galaxy Racer выиграла Valorant Champions Tour (VCT) Challengers 2 Stage 3 Philippines, заработав 100 000 песо и получив место в плей-офф VCT Stage 3 Southeast Asia.
С 1 по 4 августа 2021 года Galaxy Racer сотрудничала с Пьер-Эмериком Обамеянгом для проведения The Aubameyang Cup, межрегионального турнира по Fortnite: Battle Royale. В начале августа Galaxy Racer обновила составы по PUBG Mobile и Battlegrounds Mobile India.
15 августа 2021 года Galaxy Racer Southeast Asia выиграла BTS Pro Series: SEA Season 7, заработав $20 000.
В сентябре 2021 года Team Nigma и Galaxy Racer объединились в Nigma Galaxy.
Galaxy Racer со-организовала серию Beat the Best по FIFA 22/FIFA Online 4 (декабрь 2021 – май 2022) и провела GAMERS GALAXY: Dota 2 Invitational в Дубае (2–6 марта 2022), где победила Boom Esports.
Весной 2022 года Galaxy Racer создала HER Galaxy, платформу для игроков-женщин, с штаб-квартирой в Лос Анджелесе. Летом 2022 года Galaxy Racer запустила первую киберспортивную лигу Пакистана — Supreme Galactic League, которая проходила с августа по октябрь 2022 года.
На 2023 год Galaxy Racer имели представительства в ОАЭ, Индонезии, Индии, Малайзии, Пакистане, Филиппинах, Таиланде, США и других странах.
В ноябре 2024 года Nigma Galaxy участвовала в 1win Series Dota 2 Fall, сражаясь с семью другими командами, включая Team Liquid и OG, за призовой фонд $100 000, после вылета на групповом этапе в летнем турнире.
14 июня 2025 года Nigma Galaxy сыграла с NAVI Junior в формате «best-of-three» на Западноевропейском закрытом квалификационном турнире для The International 2025. Команда получила прямое приглашение. 18 июня Nigma Galaxy прошла на The International 2025, обыграв OG со счетом 2–1 в финале нижней сетки западноевропейского квалификатора. В составе были Kuro "KuroKy" Salehi Takhasomi, Maroun "GH" Merhej и Syed "SumaiL" Hassan, вернувшиеся спустя шесть лет после второго места на The International 2019.
В августе 2025 года Nigma Galaxy завершила групповой этап Clavision Masters 2025: Snow-Ruyi с результатом 4–0, заняв первое место в группе A, опередив команды Tundra Esports, PARIVISION, Xtreme Gaming и BOOM Esports, и обеспечила себе место в полуфинале верхней сетки.